# Magnus Grönqvist
Magnus Grönqvist, född 1731, var en svenska domkyrkoorganist i Växjö församling.

## Biografi
Grönqvist var 1743 tillförordnad domkyrkoorganist och kantor i Växjö församling.